# 豊島記念資料館
一宮市博物館豊島記念資料館（いちのみやしはくぶつかん とよしまきねんしりょうかん）は、愛知県一宮市本町通8丁目11にある資料館。
一宮市博物館の附属施設であり、2015年（平成27年）4月に開館した。建物は1966年（昭和41年）3月に一宮市立豊島図書館として建設され、2013年（平成25年）まで図書館として使用されていたものである。2013年に一宮市立中央図書館が開館したことで豊島図書館は役目を終え、資料館に転用された。

## 展示
2015年（平成27年）の開館まで一宮市博物館に展示されていたものと、新たに収蔵された資料の双方が展示されている。1階には織物関連の織機・撚糸機・染色整理機械などを展示しており、2階以上は非公開の収蔵庫となっている。2007年（平成19年）には経済産業省によって、主な収蔵物が「一宮市の織物関連遺産」という名称で近代化産業遺産群33に認定された。
展示品
- 地機 - 愛知県立起工業高等学校繊維資料館旧蔵
- 高機 - 愛知県立起工業高等学校繊維資料館旧蔵
- 足踏織機 - 野畑貞三寄贈
- 豊田式木製人力織機（複製） - 豊田自動織機製作所寄贈
- 鈴安式力織機 - 一宮栄養食寄付金
- 寺岡式力織機 - 一宮栄養食寄付金
- 岩間製作所製力織機 - 岩間製作所製
- 豊田式力織機 - 豊和工業製
- 張撚式撚糸機 - 一宮栄養食寄付金
- 八丁式手動撚糸機
- 八丁式動力撚糸機（復元） - 一宮栄養食寄付金
- 砧仕上げ
- 機械式砧機
- シリンダー乾燥機
- 三本ロール機 - 鍛冶清製
- 耳かがりミシン - ウィリアム・バーチ（イギリス）製
- 連続式糊付機
- 二ツ折り反巻機
- 単式剪毛機 - パークス・ウールソンマシン（アメリカ）製
- 二巾フェルトカレンダー
- ロータリープレス機 - ヴォルカー（ドイツ）製

## 利用案内
- 開館時間 : 10:00 - 15:00
- 休館日 : 毎週月曜日、祝休日の翌日、年末年始

## 交通アクセス
- 名鉄名古屋本線 名鉄一宮駅またはJR東海道本線 尾張一宮駅下車。